# Pyreferra indirecta
Pyreferra indirecta är en fjärilsart som beskrevs av Walker 1857. Pyreferra indirecta ingår i släktet Pyreferra och familjen nattflyn. Inga underarter finns listade.